# أندريه أوتشوا
أندريه أوتشوا (بالإنجليزية: Andre Ochoa)‏ هو لاعب كرة قدم أمريكي في مركز الهجوم، ولد في 27 يناير 2002 في آناهايم في الولايات المتحدة. لعب مع لوس انجلوس غالاكسي 2.